# OPEN Rotterdam
OPEN Rotterdam is de lokale publieke omroep van Rotterdam. De omroep bezit twee televisiezenders en een radiozender, waarop FunX Rotterdam uitzendt.
Elke vijf jaar wordt een vergunning verstrekt om het lokale mediabeleid uit te voeren. In 2013 kreeg OPEN Rotterdam deze licentie van het Commissariaat voor de Media. In 2018 werd deze concessie met vijf jaar verlengd.
Zowel in 2015, 2016 als 2017 werd OPEN Rotterdam genomineerd voor het predicaat Lokale Omroep van het Jaar. Presentatrice Samantha Coleridge werd presentatrice van het Jaar 2016 bij de Lokale Omroep Awards. In 2017 won in de subcategorie 'nieuws' de reportagereeks 'Stem uit de wijk'. OPEN Rotterdam werd gelijktijdig samen met Regio 8 uitgeroepen tot Lokale omroep van het Jaar.
In 2021 werd OPEN Rotterdam voor de tweede keer uitgeroepen tot Lokale omroep van het Jaar.
OPEN Rotterdam is sinds 2016 penvoerder van de zogenaamde Mediaregeling van de Gemeente Rotterdam. 
OPEN Rotterdam is opgericht in mei 2013 door Oscar Langerak, Andre Freyssen en Rob Freijssen.